# Ghomaida
《Ghomaida》（阿拉伯語：مجلة غميضة）是阿爾及利亞的兒童教育雜誌，於2019年發行，創始人為娜賈特·貝阿巴斯（نجاة بلعباس, Najat Bel Abbas）女士。雜誌原文名稱Ghomaida為阿爾及利亞兒童在學踢足球之前喜歡玩的遊戲的名字（類似於捉迷藏）。至2022年已發行9期，售價為200阿爾及利亞第納爾。

## 外部連結
- 官方Facebook頁面
- 官方Instagram頁面